# Pierre Mauroy
Pierre Mauroy (Cartignies, Nord-Pas-de-Calais, 5 de juliol de 1928, Clamart, Alts del Sena, 7 de juny de 2013) és un polític francès, que fou Primer Ministre de França.
Fou secretari nacional de les joventuts socialistes el 1950-58, i el 1963 entrà al buró polític del Partit Socialista SFIO, del qual n'esdevingué secretari general adjunt el 1966-1970.
Fou secretari nacional de coordinació del nou Partit Socialista (1971-79), diputat pel Nord a l'Assemblea Nacional francesa (1973-81), alcalde de Lilla (des del 1973) i president del Consell regional del Nord-Pas-de-Calais del 1974 al 1981.
Arran de la victòria del PS a les eleccions generals del 1981 fou nomenat primer ministre i formà un govern de coalició amb representants dels partits socialista, comunista i radicals d'esquerra. La crisi econòmica, diversos revessos electorals i les dissensions internes l'obligaren a renunciar el 1984.
De 1988 a 1992 fou primer secretari del PS i el 1992 substituí Willy Brandt en la presidència de la Internacional Socialista fins al 1999, quan fou rellevat en el càrrec per António Guterres. És alcalde de Lilla des del 1989 i senador del grup socialista d'ençà del 1992. Creà la Fondation Jean Jaurès (1993) amb l'objectiu d'impulsar el debat intel·lectual sobre la democràcia i l'estat de dret des d'una perspectiva socialista.

## Obres
- À Gauche (1985)
- Parole de Lillois (1994)
- Léo Lagrange (1997)